# Ariola
Ariola Records (även känt som Ariola and Ariola-Eurodisc) är ett tyskt skivbolag bildat 1958. Ända fram till 1980-talet var det ett dotterbolag till BMG.